# Ángel Mur Navarro
Ángel Mur Navarro (Selgua, 31 de juliol de 1907 - Barcelona, 12 de setembre de 2000) fou un atleta aragonès especialitzat en curses d'obstacles i fons.
Arribà a Barcelona durant el servei militar, i fitxà pel RCD Espanyol (1931-32). L'any 1933 ingressà al FC Barcelona. Fou deu cops campió de Catalunya, sis en 3.000 metres obstacles, una en 5.000 metres llisos i tres en camp a través (cros). A nivell estatal guanyà quatre cops el campionat de 3.000 m obstacles i fou finalista en 10.000 m (1934). L'any 1935 participà en el Cros de les Nacions amb la selecció estatal.
Fou massatgista del primer equip del FC Barcelona, activitat que exercí fins 1973, quan fou rellevat pel seu fill Àngel Mur i Ferrer. També fou massatgista de la selecció espanyola, amb la qual viatjà als Mundials de Xile 1962 i Anglaterra 1966.

## Palmarès
Campió de Catalunya
- Campionat de Catalunya de cros: 1932, 1935, 1940
- 5.000 m llisos: 1934
- 3.000 m obstacles: 1931, 1932, 1934, 1935, 1936, 1941

Campió Espanya
- 3.000 m obstacles: 1934, 1935, 1936, 1941